# 湯盈盈
湯盈盈（英語：Angela Tong，1975年6月30日—），香港女演員及主持，現為無綫電視經理人合約藝員，丈夫是香港藝人錢嘉樂。2005年憑無綫電視劇集《阿旺新傳》李笑好角色獲頒發《萬千星輝頒獎典禮2005》「最佳女配角」 ，及以配角身份勇奪全民投票《壹電視大獎2006》「十大電視藝人 - 第一位」。　

## 簡歷
湯盈盈祖籍廣東佛山順德，在加拿大蒙特利爾長大，中學畢業後入讀協和大學。她於1994年參選加拿大蒙特利爾小姐奪冠，隨後在1995年到港參選國際華裔小姐競選（現稱國際中華小姐競選），雖然沒有獲得任何獎項，但旋即與無綫電視簽約成為藝員。之後在同年加入香港無綫電視第八期藝員進修班，同期學員還包括姚瑩瑩和滕麗名。值得一提的是，其伯父是已故香港道教聯合會主席、圓玄學院值理主席湯國華，已故道教聯合會主席湯偉奇是她堂兄。她在家中排行老幺，有兩名胞兄，其父於飲食業經商，在加拿大擁有多間連鎖式自助餐館（其中一間是位於蒙特利爾的 ），家境富裕。
湯盈盈加入香港無綫電視後，曾參與多部電視劇集的演出，但由於她的形象比較性感，所以時常被委派飾演一些狐狸精的角色。直至2005年，她在《阿旺新傳》飾演其貌不揚的「李笑好」而受到觀眾歡迎，更獲無綫電視頒發《萬千星輝頒獎典禮2005》「最佳女配角」，以及用配角身份獲《壹電視大獎2006》「十大電視藝人 - 第一位」。2007年在劇集《兩妻時代》首度擔正第一女主角。
2008年1月20日，在灣仔春園街被一個無業男子掌摑，令湯盈盈受驚。事至5月5日，疑犯被控普通襲擊罪，判160小時社會服務令。同年12月2日，她涉嫌醉駕傷人，2009年3月16日被判160小時社會服務令，停牌一年及罰款1200港元。另外，她是無綫電視監製羅鎮岳的常用演員。
2017年在處境劇《愛·回家之開心速遞》飾演「高柏菲 （David）」一角。

## 家庭
2012年11月13日，與拍拖五年的香港男藝人錢嘉樂結婚，註冊儀式在香港海洋公園大熊貓園內的熊貓盈盈、樂樂見證下完成（恰巧二人名字含「樂」及「盈」字）。二人更是全港首對在熊貓館舉行婚禮的新人。11月15日於香港洲際酒店筵開55席招待親友，更於席間以切蛋糕方式揭曉懷有女嬰。兄弟姐妹團陣容鼎盛，有王祖藍、謝天華、鄭伊健、錢國偉、鄭敬基、洪天明、金剛、朱永棠、阮兆祥、關寶慧、梁靖琪、鍾麗淇、佘詩曼、周家蔚、文頌嫻、姚樂怡。
2013年順利誕下大女兒。2015年再度懷孕，同年順利誕下二女兒。錢嘉樂非常感激湯盈盈持家有道。

## 演出作品

### 電視劇（無綫電視）
| 首播       | 劇名              | 角色                 |
| 1996年     | 天地男兒          | 護 士                |
| 1996年     | 真情              | -                    |
| 1996年     | 900重案追兇       | Betty                |
| 1996年     | 西遊記            | 蛇 妖                |
| 1997年     | 刑事偵緝檔案III   | 何小麗（Erica）      |
| 1997年     | 醉打金枝          | 欣 欣                |
| 1997年     | 樂壇插班生        | 模仿比賽的參賽者     |
| 1997年     | 陀槍師姐          | 小 丁                |
| 1998年     | 緣來沒法擋        | Susan                |
| 1998年     | 外父唔怕做        | Sandy                |
| 1998年     | 妙手仁心          | 周淑茵               |
| 1998年     | 師奶強人          | 丹姐                 |
| 1999年     | 鑑證實錄II        | 鍾翠屏               |
| 1999年     | 全院滿座          | 湯賢淑               |
| 1999年     | 陀槍師姐II        | 張 虹                |
| 1999年     | 先生貴性          | 蘇麗盈（Sophia）     |
| 2000年     | 布袋和尚          | 文瑞公主             |
| 2000年     | FM701             | 方詠心（CoCo）       |
| 2000年     | 金裝四大才子      | 華府丫環             |
| 2001年     | 娛樂反斗星        | 顧寶玲               |
| 2001年     | 封神榜            | 柳琵琶               |
| 2002年     | 騎呢大狀          | 玫 瑰                |
| 2002年     | 駁命老公追老婆    | 方美斯（Macy）       |
| 2002年     | 七號差館          | 楊芷君               |
| 2002年     | 戇夫成龍          | 包金枝               |
| 2003年     | 十萬噸情緣        | 陳寶兒（Pauline）    |
| 2003年     | 金牌冰人          | 屈寶如               |
| 2003年     | 俗世情真          | 方 菲                |
| 2003年     | 非常外父          | 王麗莎               |
| 2003年     | 富豪海灣非凡情緣  | Monique              |
| 2004年     | 牛郎織女          | 江 寧                |
| 2004年     | 楚漢驕雄          | 薄 姬                |
| 2004年     | 皆大歡喜          | Grace Ho             |
| 2005年     | 我師傅係黃飛鴻    | 張玉如               |
| 2005年     | 開心賓館          | 陳翹楚               |
| 2005年     | 阿旺新傳          | 李笑好               |
| 2005年     | 御用閒人          | 瑞貴人               |
| 2005年     | 窈窕熟女          | 莊瑪莉               |
| 2006年     | 天幕下的戀人      | Suki（神婆）         |
| 2006年     | 潮爆大狀          | 余樂施               |
| 2006年     | 愛情全保          | 蕭 雲                |
| 2007年     | 同事三分親        | 明 亮                |
| 2007年     | 凶城計中計        | 盤霽月               |
| 2007年     | 歲月風雲          | 芝 芝（GiGi）        |
| 2007年     | 兩妻時代          | 繆 鈴（Meow Meow）   |
| 2008年     | 師奶股神          | 蔣如寶               |
| 2008年     | 疑情別戀          | 方卓玲（Bonnie）     |
| 2009年     | 蔡鍔與小鳳仙      | 洪麗媚（小麗媚）     |
| 2010年     | 鐵馬尋橋          | 周芳芳               |
| 2010年     | 讀心神探          | 玄靈子               |
| 2010年     | 居家兵團          | 華晶叻               |
| 2011年     | 結·分@謊情式      | 姜蓉蓉（Ginger）       |
| 2011年     | 法證先鋒III       | Rebecca              |
| 2011年     | 天與地            | 楊雪薇（Shirley）    |
| 2012年     | 換樂無窮          | 顧家琴（Kim）        |
| 2012年     | 耀舞長安          | 朱攬月（朱上師）     |
| 2013年     | 老表, 你好嘢！    | 司馬淑貞（導遊貞）   |
| 2013年     | 衝上雲霄II        | 神 婆                |
| 2014年     | 新抱喜相逢        | 文彩菱（西梅菱）     |
| 2015年     | 倩女喜相逢        | 燕赤霞               |
| 2016年     | 愛·回家之八時入席 | 趙麗虹（阿虹、虹姐） |
| 2017年     | 老表，畢業喇！    | 練敏敏（敏敏姐）     |
| 2017年至今 | 愛·回家之開心速遞 | 高栢菲（David）      |
| 2022年     | 青春本我          | 楊陳善婷             |

### 電視電影
| 首播   | 片名           | 角色   | 備註    |
| 1996年 | 孽海狂花       | 盈盈   | （TVB） |
| 2001年 | 天降橫財心驚驚 | 李香琴 | （TVB） |

### 電影
| 首播 | 片名                | 角色    |
| 1998 | 生化壽屍            | 细卷    |
| 1998 | 亞李·爸爸：兩個大盜 |         |
| 1998 | 青春援助交際        | ah kwan |
| 2001 | 人頭豆腐湯          | 阿佩    |
| 2002 | 嫁個有錢人          |         |
| 2002 | 嚦咕嚦咕新年財      |         |
| 2011 | 我愛HK開心萬歲      |         |
| 2011 | 白蛇傳說            | 貓妖    |
| 2016 | 刑警兄弟            | 女同事  |

### 音樂錄影帶
- 囍宴　　　　　主唱：李蕙敏（1996）
- 衣櫃裏的男人　主唱：梁漢文（1996）
- 有我必須有你　主唱：DRY（1997）

### 電視節目（無綫電視）
| 年份 | 節目             |
| 2006 | 笑口常開         |
| 2007 | 咁樣認第一       |
| 2011 | 明珠生活         |
| 2011 | 知法守法         |
| 2024 | 獎門人春節感謝祭 |

## 音樂作品（歌曲）
| 歌曲          | 動畫               | 電視劇       | 性質   |
| We are family | 動畫《我們這一家》 |              | 主題曲 |
| 沒完沒了      |                    | 《兩妻時代》 | 主題曲 |

## 獎項及提名

### 電視獎項
| 年份   | 機構                          | 獎項                               | 劇集              | 角色/歌曲         | 結果 |
| 2005年 | 《2005年度萬千星輝賀台慶》    | 最佳女配角                         | 阿旺新傳          | 李笑好            | 獲獎 |
| 2005年 | 《新城勁爆電視大獎頒獎禮》    | 新城勁爆女配角                     | 阿旺新傳          | 李笑好            | 獲獎 |
| 2006年 | 《壹電視大獎2006》            | 十大電視藝人（第一位）             | /                 | /                 | 獲獎 |
| 2006年 | 《2006年萬千星輝頒獎典禮》    | 最佳女配角                         | 愛情全保          | 蕭雲              | 提名 |
| 2007年 | 《Astro華麗台電視劇大獎2007》 | 我的至愛極品造型                   | 阿旺新傳          | 李笑好            | 獲獎 |
| 2007年 | 香港貿易發展局                | 最受歡迎香港女電視藝人（六名之一） | /                 | /                 | 獲獎 |
| 2009年 | 《2009年萬千星輝頒獎典禮》    | 最佳女配角                         | 蔡鍔與小鳳仙      | 洪麗媚            | 提名 |
| 2012年 | 《萬千星輝頒獎典禮2012》      | 最佳劇集                           | 天與地            | 楊雪薇（Shirley） | 獲獎 |
| 2013年 | 《萬千星輝頒獎典禮2013》      | 最佳女配角                         | 老表，你好嘢！    | 司馬淑貞          | 提名 |
| 2014年 | 《萬千星輝頒獎典禮2014》      | 最受歡迎劇集歌曲                   | 新抱喜相逢        | 喜氣洋洋          | 提名 |
| 2015年 | 《萬千星輝頒獎典禮2015》      | 最受歡迎電視女角色                 | 倩女喜相逢        | 燕赤霞            | 提名 |
| 2016年 | 《萬千星輝頒獎典禮2016》      | 最受歡迎電視女角色                 | 愛·回家之八時入席 | 趙麗虹            | 提名 |

### 兒歌獎項
| 年份   | 機構                         | 獎項                                    |
| 2007年 | 《2007年度兒歌金曲頒獎典禮》 | 十大兒歌金曲 - We are family            |
| 2007年 | 《2007年度兒歌金曲頒獎典禮》 | 最受爹D媽咪歡迎兒歌大獎 - We are family |

## 外部連結
- 湯盈盈 TVB Blog （页面存档备份，存于）
- 湯盈盈的Facebook專頁
- 湯盈盈的Instagram帳戶
- 湯盈盈的新浪微博
- 湯盈盈在互联网电影资料库（IMDb）上的資料（英文）